# Понте А Риго (Сијена)
Понте А Риго је насеље у Италији у округу Сијена, региону Тоскана.
Према процени из 2011. у насељу је живело 70 становника. Насеље се налази на надморској висини од 293 м.